# Georges Hugnet
Georges Hugnet, né à Paris le 11 juillet 1906 et mort à Saint-Martin-de-Ré (Charente-Maritime) le 26 juin 1974, est un poète, écrivain, dramaturge, graphiste et cinéaste français.

## Biographie
Georges Hugnet naît dans une famille de la bonne bourgeoisie du faubourg Saint-Antoine. Il passe sa petite enfance en Argentine où son père a ouvert une succursale de la Maison Hugnet, importante maison d'ébénisterie, de décoration et d'aménagement, sise au faubourg Saint-Antoine.
Premier historien du mouvement Dada dont les études, parues dès 1924 dans des revues telles que Cahiers d'Art et Minotaure, ont retenu l'attention d'André Breton, il intègre le groupe surréaliste en 1932.
En 1929, il réalise le court métrage, La Perle, dont l'inspiration et la filiation surréalistes sont admises. Georges Hugnet est exclu du mouvement surréaliste en 1939.
Passé cette expérience collective, Georges Hugnet continue sa recherche de l'absolu poétique et de la beauté graphique par les décalcomanies automatiques à l'encre noire, technique mise au point avec son ami Oscar Dominguez, les photo-montages et collages photographiques, les découpages de journaux et l'assemblage de matériaux divers : objets trouvés, bois flottés, cailloux, algues marines, papiers déchirés, etc. Les œuvres qui en résultent deviennent autant de bestiaires, autant d'herbiers, autant d'univers oniriques considérés comme autant d'expérimentations poétiques graphiques.
Georges Hugnet fut aussi épisodiquement relieur et conçut quelques reliures uniques, qu'il intitule « Livre-Objet » et qui sont devenues des raretés bibliographiques, comme l'édition originale du Petit de Georges Bataille, édition clandestine sous le pseudonyme de Louis Trente, sans nom d'éditeur, en 1943. L'œuvre picturale de Georges Hugnet, largement présente dans les plus grands musées du monde et collections ou fondations privées, est néanmoins seconde par rapport à son œuvre poétique intrinsèque. 
L'occupation allemande interrompra ses activités d'éditeur, Les Éditions de la Montagne, pour cause de rationnement du papier ; de même sera interrompue la revue littéraire qu'il dirigeait, L'Usage de la Parole. Georges Hugnet arrête toutes activités artistiques de premier plan pour lutter contre l'occupant et le régime de Vichy. Il devient ainsi un poète « casqué », selon l'expression chère à Pierre Seghers. En 1943, Aimé Césaire lui fait part des mêmes difficultés avec la censure en Martinique et le remercie pour « l'offre » qu'il lui avait faite de « venir en Haïti ».
Durant cette période, Georges Hugnet, membre du groupe La Main à plume, participe à l'élaboration de nombreux tracts contre les occupants et fabrique de faux laissez-passer dans son atelier de reliure pour permettre à ceux qui étaient recherchés par la Gestapo de passer en zone libre puis à l'étranger.
C'est aussi à cette époque, qu'il cofonde une maison d'édition clandestine, dont le premier ouvrage publié est Le Silence de la mer de Vercors. Cette maison devint à la Libération les Éditions de Minuit.
Il a eu pour secrétaire Lise Levitzky, la première épouse de Serge Gainsbourg[réf. nécessaire].

## Archives de l'auteur
La Bibliothèque littéraire Jacques Doucet acheta en 2015 une grande partie des archives et manuscrits de l'auteur, cet achat important donne lieu à la création d'un fonds spécifique Georges Hugnet. Il est depuis augmenté grâce aux acquisitions ponctuelles de la bibliothèque. 

## Publications
- 1928. 40 poésies de Stanislas Boutemer. Éditions Théophile Briant, Paris. Illustrations de Max Jacob.
- 1930. Le Droit de varech précédé par Le Muet ou les secrets de la vie. Éditions de la Montagne, Paris.
- 1932. Ombres portées. Éditions de la Montagne. Paris.
- 1932. L'Apocalypse. Édition Jeanne Bucher. Paris.
- 1933. La Belle en dormant. Éditions des Cahiers Libres. Paris.
- 1933. Before the Flowers of Friendship. Written on a poem by Georges Hugnet, Gertrude Stein. Plain Edition. Paris. Traduction du poème "Enfances" sous un titre imaginé par Gertrude Stein.
- 1933. Enfances. Éditions des Cahiers d'Art.Paris. Illustrations de Joan Miró.
- 1934. Petite Anthologie poétique du Surréalisme. Éditions Jeanne Bucher. Paris.
- 1934. Onan. Éditions surréalistes. Paris. Illustration de Salvador Dali.
- 1936. La Septième face du de. Éditions Jeanne Bucher. Paris. Couverture de Marcel Duchamp.
- 1936. Dada and Surrealism. Bulletin of the Museum of Modern Art, New York.
- 1936. La Hampe de l'imaginaire. Édition G.L.M. Paris. Illustrations d'Oscar Dominguez.
- 1937. La Chevelure. Édition Sagesse. Paris. Frontispice de Yves Tanguy.
- 1937. L'Apocalypse. Éditions G.L.M. Paris.
- 1938. Une Écriture lisible. Éditions des Chroniques du Jour. Paris. Illustrations de Kurt Seligman.
- 1938. Œillades ciselées en branches. Éditions Jeanne Bucher. Paris. Illustrations de Hans Bellmer.
- 1940. Non Vouloir. s.n. Paris. Frontispice de Joan Miró.
- 1941. Marcel Duchamp. s.n. Paris. Frontispice de Marcel Duchamp.
- 1941. Pablo Picasso. s.n. Paris. Illustrations de Pablo Picasso.
- 1941. Aux dépens des mots. Éditions Merry Christmas. Paris. Frontispice de Valentine Hugo.
- 1942. La Femme facile. Éditions Jeanne Bucher. Paris. Illustrations de Henri Goetz et Christine Boumeester.
- 1942. Non Vouloir. Éditions Jeanne Bucher. Paris. Illustrations de Pablo Picasso.
- 1943. La Sphère de sable. Éditions Robert Godet. Paris. Illustrations de Hans Arp.
- 1943. Le Feu au cul. Éditions Robert Godet. Paris. Illustrations de Oscar Dominguez.
- 1943. La Chèvre-feuille. Éditions Robert Godet. Paris. Illustrations de Pablo Picasso.
- 1945. Le Buveur de rosée. Éditions Fontaine. Paris.
- 1946. Oiseaux ne copiez personne. s.n. Paris. Eaux-fortes de André Bea.
- 1946. Tout beau mon cœur. Éditions Seghers. Paris.
- 1949. Adieu Doris. Éditions Theophile Briant. Paris.
- 1952. Les Revenants futurs. s.n. Paris. Eaux-fortes de Jean-Paul Vroom.
- 1952. Tout beau mon cœur. Seghers. Paris. Lithographies de Georges Hugnet.
- 1952. La Nappe du Catalan. Poèmes de Jean Cocteau et de Georges Hugnet. s.n. Paris. Illustrations de Jean Cocteau et de Georges Hugnet.
- 1954. Ici la voix suivi de Les Revenants futurs. Seghers. Illustrations de Pablo Picasso.
- 1957. L'Aventure Dada (1916-1922). Galerie de l'Institut. Paris. Introduction de Tristan Tzara. Dada - made de Man Ray ; réédition Paris, Seghers, 1971 (ouvrage paru à l’occasion de l’exposition rétrospective sur Dada à la Galerie de l’Institut du 15 mars au 12 avril 1957)
- 1961. 1961. Chez l'auteur. Paris. Illustrations de Georges Hugnet.
- 1963. Variations sur les mêmes mots. Galerie de Marignan. Paris. All'Insegna del Pesce d'Oro. Milan. Illustrations d'Orfeo Tamburi[7].
- 1963. Paris - Métro. Galerie de Marignan. Paris. Galleria Dantesca. Turin. Illustrations d'Orfeo Tamburi.
- 1963. Parigi. Il Bisonte. Edizioni d'Arte. Firenze. Illustrations de'Orfeo Tamburi.
- 1964. Jeune Maman. S.l. Aux dépens d'une amie. Bruxelles. Léo Dohmen.
- 1964. La Morale a Nicolas. All'Insegna del Pesce d'Oro. Milan. Illustrations d'Orfeo Tamburi.
- 1964. Huit jours à Trebaumec. Journal de vacances orné de 82 photo-montages de Georges Hugnet. Editions Mercher. Paris.
- 1964. Elle ou le semainier du plaisir. La Pergola. Edizioni d'Arte. Pesare. Milan. Illustrations d'Orfeo Tamburi.
- 1970. Le Buveur de rosée. Alessandro Corubolo et Gino Castiglioni. Verone. Illustrations d'Orfeo Tamburi.
- 1970. Fiori. La Pergola. Edizioni d'Arte.Pesare. Milan. Illustrations d'Orfeo Tamburi.
- 1972. Per conoscere l'avventura Dada. Arnoldo Mondadori Editore. Milan. Édition italienne de L'Aventure Dada.
- 1972. Pleins et déliés. souvenirs et témoignages (1926-1972). Éditions Guy Authier. Paris.
- 1973. La Aventura Dada. Jucar. Madrid. Édition espagnole de L'Aventure Dada.
- 1976. Dictionnaire du Dadaisme. Éditions Jean-Claude Simoen. Paris. Réédition 2014, aux Editions Bartillat. Édition établie et préfacée par Alexandre Mare.
- 2010. La vie amoureuse des spumifères. Biro Editeur. Paris.

### Traductions
- 1929. Gertrude Stein. Morceaux choisis de la fabrication des américains. Éditions de la Montagne. Paris. Traduction et préface de Georges Hugnet.
- 1930. Gertrude Stein. Dix portraits. Éditions de la Montagne. Paris. Traduction de Georges Hugnet et de Virgil Thomson.

### Revue
1939. L'Usage de la Parole. Revue bimestrielle sous la direction de Georges Hugnet. Éditions des Cahiers d'Art. Paris. 3 numéros parus :
- no 1, décembre 1939. Couverture illustrée par Man Ray.
- no 2, février 1940. Couverture illustrée par Max Ernst.
- no 3, avril 1940. Couverture illustrée par Joan Miró.
- Le no 4 resta sous forme d'épreuves, interrompu par l'arrivée des Allemands.

Ont collaboré à ces numéros : Hans Arp, Marc Chagall, Salvador Dalí, Marcel Duchamp, Paul Éluard, Georges Hugnet, Valentine Hugo, René Magritte, Joan Miró, Francis Picabia, Pablo Picasso, Pierre Reverdy, Sophie Taeuber-Arp, Tristan Tzara, etc.

## Discographie

### Orateur
Discographie à voir et écouter sur la Phonobase.
- Tout beau mon coeur, choix de poèmes dits par l'auteur, exécution Philotone, dessin d'André Beaudin : Tout beau mon coeur - L'oeillet - L'arbre - Vin rouge ou blanc - Ronde d'un soir - Chantez marins - Où meurt la fée ? - Laisse-moi seul - De tant d'amour - Jongleurs - Spectres.
- La Chèvre-feuille, choix de poèmes dits par l'auteur, exécution Philotone, dessin d'André Beaudin : La Chèvre-feuille - Laisse ta hanche - Trois fois je t'ai trompé - L'amour se gagne - Voyages - Je suis heureux.

## Filmographie

### Scénariste et acteur
- 1929 : La Perle de Henri d'Arche, comte d'Ursel

## Expositions posthumes
- 1978. Pérégrinations de Georges Hugnet, Juillet-Septembre 1978, Musée national d'Art moderne, Centre Georges-Pompidou.
- 2003. Georges Hugnet, collages, Novembre 2003-Janvier 2004, Galerie Léo Scheer, Paris. Le catalogue publié à l'occasion de textes de François Buot, Timothy Baum et Sam Stourdzé.
- 2015. Georges et Myrtille Hugnet, un univers surréaliste, Décembre 2015, Christie's, Paris. Exposition annonçant la vente de la succession de Myrtille Hugnet. Catalogue préfacé d'un texte biographique de Georges Hugnet par Alexandre Mare.
- 2016.Georges Hugnet, Aux dépens des mots, Villa Noailles. Le catalogue publié à l'occasion, accompagnant le catalogue général du 31e Festival international de mode et de photographie, comporte un texte d'Alexandre Mare et de Stéphane Boudin-Lestienne.